# Карл Борм
Карл Борм (нім. Carl Borm; 10 серпня 1911, Гамбург — 19 травня 1995, Браке) — німецький офіцер-підводник, капітан-лейтенант крігсмаріне.

## Біографія
Служив на торговому флоті. 6 рази обігнув мис Горн на чотирищогловому вітрильнику «Пассат», пройшов курс штурмана в Гамбурзі і служив вахтовим офіцером на різних кораблях. 1 квітня 1933 року вступив в рейхсмаріне. З квітня 1939 року — вахтовий офіцер на лінкорі «Шарнгорст». З вересня 1939 року — командир торпедного катера T-146. В квітні-вересні 1941 року пройшов курс підводника, у вересні-жовтні — курс командира підводного човна. З 16 жовтня 1941 по 24 липня 1943 року — командир підводного човна U-592, на якому здійснив 8 походів (разом 230 днів у морі). 14 жовтня 1942 року на міні, встановленій U-592, підірвався радянський торговий пароплав «Щорс» водотоннажністю 3770 тонн, навантажений шерстю; ніхто з членів екіпажу пароплава не загинув. В липні 1943 року відряджений на важкий крейсер «Лютцов». З жовтня 1943 року служив в штабі 7-ї флотилії. В липні 1944 року переданий в розпорядження 5-ї флотилії. З вересня 1944 року служив в штабі 33-ї флотилії. З грудня 1944 по 8 травня 1945 року — командир флотилії з'єднання військових кораблів у Нідерландах.

## Звання
- Кандидат в офіцери (1 квітня 1933)
- Фенріх-цур-зее (1 липня 1934)
- Оберфенріх-цур-зее (1 квітня 1936)
- Лейтенант-цур-зее (1 жовтня 1936)
- Оберлейтенант-цур-зее (1 червня 1938)
- Капітан-лейтенант (1 квітня 1941)

## Нагороди
- Медаль «За вислугу років у Вермахті» 4-го класу (4 роки)
- Медаль «У пам'ять 1 жовтня 1938»
- Нагрудний знак мінних тральщиків
- Нагрудний знак підводника (24 квітня 1942)
- Залізний хрест
  - 2-го класу (1942)
  - 1-го класу